# Černá vzducholoď
Černá vzducholoď (2001) je kniha Jiřího Suchého obsahující několik básní a rozsáhlejší poemu Černá vzducholoď.
V roce 2014 kniha vyšla ústřední poema samostatně v druhém vydání jako bibliofilie v nákladu 120 kusů u nakladatelství Teapot. Součástí vydání jsou také čtyři Suchého litografie ilustrující děj básně.
Poemu Černá vzducholoď v autorově přednesu vysílal také Český rozhlas na stanici Vltava v pořadu Jazzový podvečer v režii Markéty Jahodové. Pořad doplňovala hudba George Gershwina, Leonarda Bernsteina, Jiřího Šlitra, Jiřího Suchého a Vladimíra Vodičky.

## Děj
Nad město přilétne černá vzducholoď, o které místní blázen Valerian Klápště říká, že přináší mor, ale nikdo mu nevěří. Nakonec se ukáže, že měl pravdu a ve vzducholodi jsou lidé nakažení morem, kteří tak byli již dříve izolováni vládou.

## Přehled vydání
- Černá vzducholoď, 2001, Klokočí, Knihovna Jana Drdy, ISBN 80-86240-43-6
- Černá vzducholoď, 2014, Teapot